# Bien dans sa peau
Bien dans sa peau est un téléroman québécois en 39 épisodes de 25 minutes diffusé entre le 14 septembre 1976 et le 7 juin 1977 à Radio-Québec.

## Fiche technique
- Scénarisation : Claude Libersan
- Réalisation : Guy Leduc
- Société de production : Radio-Québec

## Distribution
- Yves Massicotte : Georges Lachance
- Pierre Beaudry
- Gilbert Beaumont
- Bernard Bigras
- Mario Bigras
- Pierre Claveau
- Colette Courtois
- Daniel Dubois
- Denise Dubreuil
- Bertrand Gagnon
- J.-Léo Gagnon
- Roger Garand
- Sylvia Gariépy
- Paul Gauthier
- Jacques L'Heureux
- Rita Lafontaine
- Germaine Lemyre
- Gilles Michaud
- Jean-Luc Montminy
- Thérèse Morange
- Richard Niquette
- Anne-Marie Provencher
- Madeleine Sicotte